# Vestromerske rige
Det Vestromerske rige er en betegnelse for Imperium Romanum vest for Diocletians delingslinie mellem Øst- og Vestrom.
Delingen var ikke permanent, og Rom kom stadig til at opleve kejsere der regerede over hele riget. 476 afsattes den sidste vestromerske kejser Romulus Augustulus af germanerhøvdingen Odoaker, og formelt forenedes Riget under kejseren i Konstantinopel.
Man kan argumentere for, at de senere kejsere i Vesten, fra Karl den Store til Frans 2. 1806, hvor Det hellige Romerske Rige blev nedlagt, var vestromerske kejsere, da Østrom eller Det østromerske Rige eksisterede indtil Konstantinopel faldt for tyrkerne 29. maj 1453. De moskovitiske fyrster overtog som følge af slægtskab med de sidste kejsere i Konstantinopel den østromerske kejsertitel, på russisk som zarer.